# Капралов, Юрий Семёнович
Ю́рий Семёнович Капра́лов (род. 8 ноября 1943) — советский, российский дипломат. Чрезвычайный и полномочный посол (1990).

## Биография
Окончил Московский государственный институт международных отношений (МГИМО) МИД СССР (1967). Владеет английским, португальским и арабским языками. На дипломатической работе с 1967 года.
- С 12 октября 1988 по 10 октября 1990 года — чрезвычайный и полномочный посол СССР в Лесото[1][2].
- С 10 октября 1990 по 26 июня 1995 года — чрезвычайный и полномочный посол СССР, затем Российской Федерации в Анголе[3][4].
- С 2 ноября 1992 по 26 июня 1995 года — чрезвычайный и полномочный посол Российской Федерации в Сан-Томе и Принсипи по совместительству[4][5].
- В 1995—1998 годах — главный советник, заместитель директора Департамента по вопросам безопасности и разоружения МИД России.
- В 1998—1999 годах — советник-посланник Посольства России во Франции.
- С октября 1999 по февраль 2000 года — исполняющий обязанности директора Департамента по вопросам безопасности и разоружения МИД России.
- С февраля 2000 по декабрь 2001 года — директор Департамента по вопросам безопасности и разоружения МИД России, член коллегии МИД РФ.
- С 9 ноября 2001 по 25 июля 2005 года — чрезвычайный и полномочный посол Российской Федерации в Люксембурге[6][7].

## Дипломатический ранг
- Чрезвычайный и полномочный посол (10 октября 1990)[8].

## Награды
- Орден Дружбы (21 сентября 2003) — За активное участие в реализации внешнеполитического курса Российской Федерации и многолетнюю добросовестную работу[9].

## Семья
Женат, имеет дочь.